# Iglesia de Santa María de la Consolación (Garrovillas de Alconétar)
La iglesia de Santa María de la Consolación es un templo parroquial católico ubicado en la villa española de Garrovillas de Alconétar, en la provincia de Cáceres. El edificio, de estilo tardogótico, data de principios del siglo XVI y forma junto a la iglesia de San Pedro una parroquia en la diócesis de Coria-Cáceres.
El templo es conocido por su órgano, un instrumento del siglo XVI que se considera uno de los órganos más antiguos de Europa. Este órgano fue declarado Bien de Interés Cultural por la Junta de Extremadura en 2020. Aunque la iglesia en sí misma no está considerada formalmente como un Bien de Interés Cultural, el decreto que protegió el órgano amplió dicha protección a cualquier intervención que se realice sobre el edificio, argumentando que "cualquier intervención puede afectar al efecto acústico del instrumento".

## Localización
Se ubica en el casco antiguo de la villa, teniendo su imafronte en la calle Santa María, el lado del Evangelio en la calle Doctor Pardo y su ábside en el cruce de las calles Joaquín Costa y Simón Herrera. Por el lado de la Epístola, el edificio no es exento, al formar parte de una manzana de viviendas.

## Historia
El edificio fue levantado entre 1494 y 1520. Según una nota sacada por Eugenio Escobar en 1892 del archivo del Ayuntamiento de Garrovillas, la traza o plano para la construcción de la obra la hizo Francisco González, maestro cantero de Plasencia, mientras que los maestros encargados de la ejecución de dicha obra fueron Alonso de Béjar, Diego Alonso Barreras y Juan Benito el Viejo, vecinos de la misma Garrovillas. Francisco González es conocido por haber trabajado en la misma época en la construcción de la Catedral Nueva de Plasencia. Alonso de Béjar solamente estuvo un año y en 1495 le sustituyeron Barreras y Juan Benito el Viejo, trabajando este último acompañado por su hijo Juan Benito el Mozo. Gonzalo de la Vega, vecino de Plasencia, también se comprometió por contrato en 1506 a llevar a cabo las obras del templo y es uno de los jefes de la obra cuyo nombre se repite en más documentos. El campanario, en el que podría haber intervenido Pedro de Ibarra, no se construyó hasta mediados del siglo XVI.

## Descripción

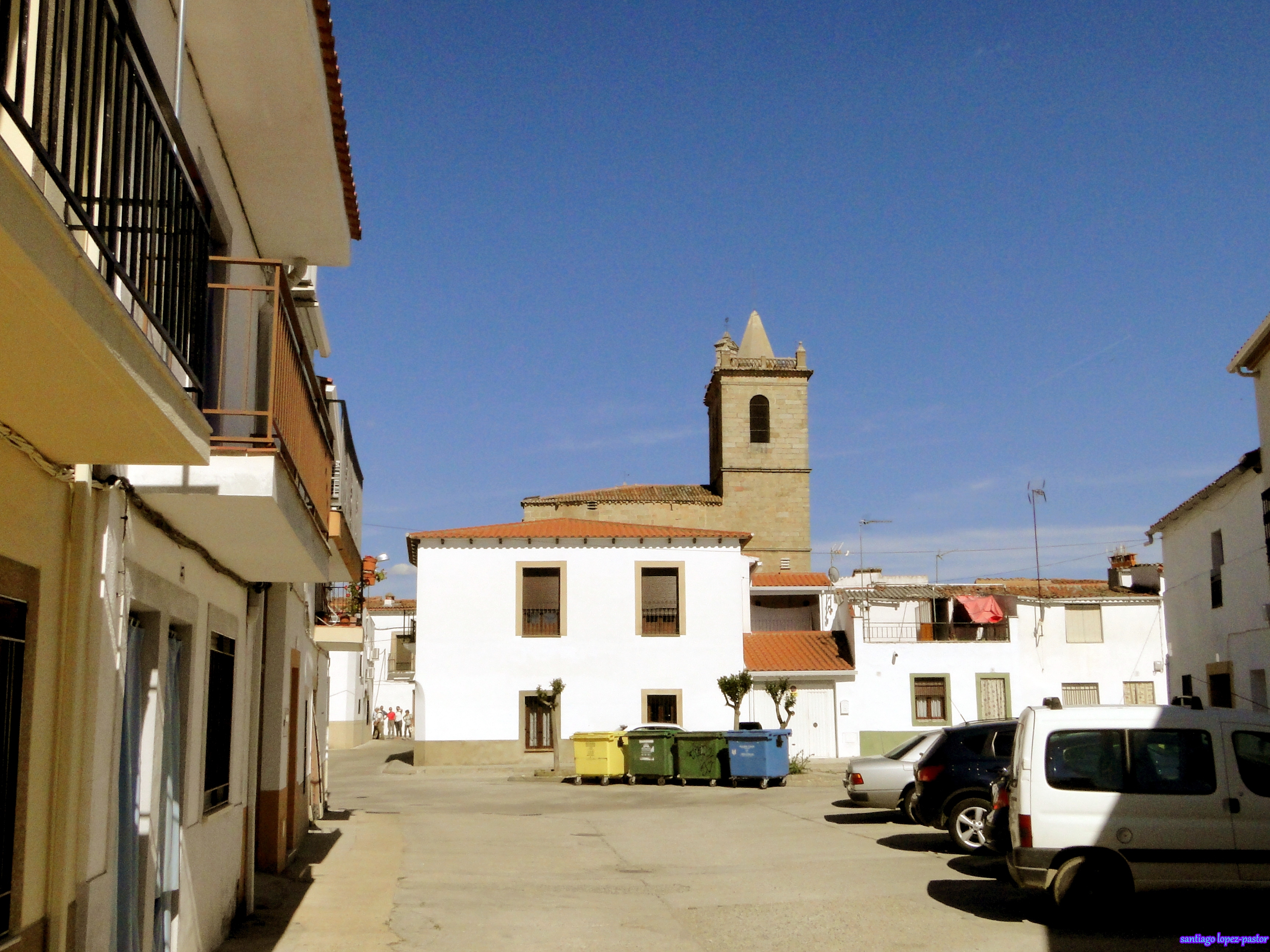
Vista de la iglesia desde la plazuela del Altozano

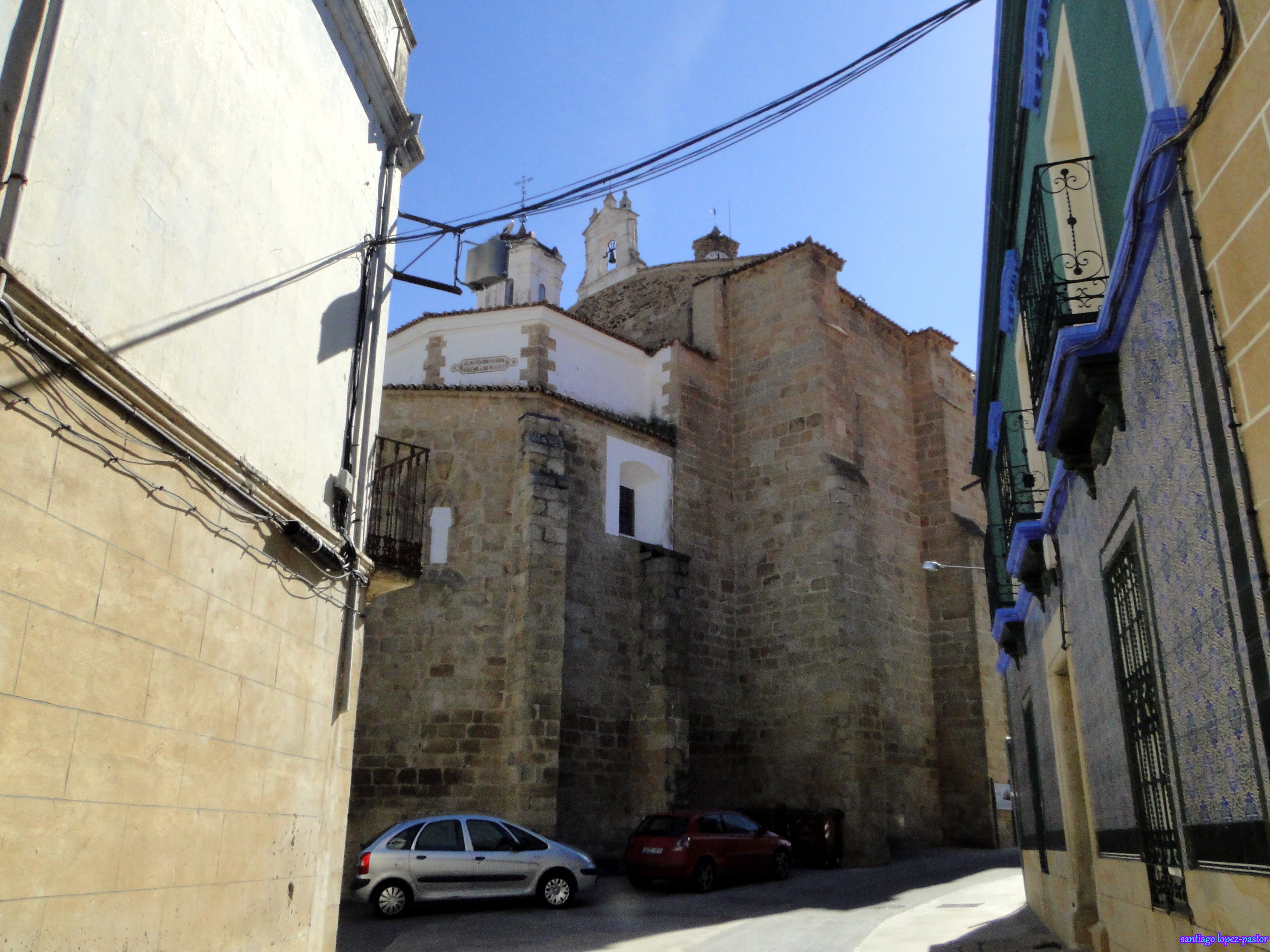
Lateral septentrional del ábside

Es una fábrica construida inicialmente en sillería granítica y mampostería revocada de cal, aunque en obras posteriores se ha usado también el ladrillo. La obra, como otras coetáneas y conforme a las fechas indicadas, muestra estructura y detalles góticos junto a otros del Renacimiento. En su interior esta iglesia es de una sola nave con tres tramos de bóvedas de crucería sin apoyos intermedios, sobre arcos escarzanos, y apuntado el triunfal o de la capilla mayor. Al último tramo corresponde el coro que está sobre arco escarzano, con medallones en que se representa a San Pedro y San Pablo, en las enjutas, y en el sotacoro bóveda de crucería de líneas muy movidas. La estructura de tres tramos suponía una novedad arquitectónica frente a la solución más clásica del templo de tres naves, del que puede verse un ejemplo en la iglesia de San Pedro.
El ábside es al exterior de planta ochavada, de algo menos de anchura que la nave. La capilla mayor denota haber sido reconstruida pues, ofreciendo caracteres góticos al exterior, por dentro es de traza clásica, con pilastras de orden toscano y cúpula sobre pechinas coronada por una linterna. Del lado de la Epístola, junto al presbiterio hay una sacristía de planta cuadrada con bóveda de crucería; junto al coro, un campanario de planta rectangular y tres cuerpos, con vanos de medio punto para las campanas; y entre la sacristía y el campanario, una capilla de notable tamaño llamada "de las Mercedes", con bóveda de arista, en la que un epígrafe declara la época de su construcción "AÑO DE | MDCCLXXIII" (1773). A esta última capilla se accede por dos arcos con rejas; el más cercano al presbiterio es un arco escarzano de gran tamaño y el otro es un arco de medio punto más pequeño.
Se accede al templo desde la vía pública a través de dos portadas, una principal ubicada en el imafronte y otra lateral en el lado del Evangelio. La portada principal, obra de Gonzalo de la Vega, es gótica, pero en arco de medio punto abocinado con arquivoltas decoradas con bolas. La enmarcan, a ambos lados, unas pilastras estriadas, unidas arriba por moldura decorada también con bolas. Sobre esta portada principal hay un ajimez, cuyos dos arcos de medio punto, inscritos en otro mayor de la misma forma pero abocinado y con arquivoltas, ofrecen en su intradós un festón lobulado. La portada del lado del Evangelio es asimismo gótica, de medio punto y con arquivoltas molduradas, cuyo trasdós forma un arco conopial. Sobre esta portada lateral hay una hornacina con una escultura de piedra de la Virgen con Niño.
Su bien mueble más destacable es su retablo mayor, clasicista, de madera policromada y del siglo XVII. Se atribuye a Sebastián de Paz, escultor originario de Alcántara. Alberga tanto cuadros como esculturas, estas últimas tanto en bulto redondo como en relieve. Su traza arquitectónica comprende sobre un zócalo dos cuerpos de cinco calles, con columnas jónicas el inferior y corintias el superior, más la capillita de coronamiento, que acaba en frontón; esta última capillita contiene las imágenes de talla del Cristo crucificado con la Dolorosa y San Juan, y su frontón un busto de Dios Padre. En el centro del cuerpo superior en una hornacina se ve la imagen de la Asunción de la Virgen, a sus lados relieves de la Misa de San Gregorio y la Virgen poniendo la casulla a San Ildefonso, y bajo estos relieves imágenes de San Joaquín y Santa Ana, estas últimas del siglo XVIII. En el zócalo se ven pinturas de los cuatro Evangelistas, San Francisco y San Andrés, a ambos lados del sagrario, cuya decoración es un relieve del rey David. También hay en el retablo otras pinturas, algunas de las cuales tapan lienzos originales.
A cada lado del acceso al presbiterio hay un retablo del siglo XVIII con estípites que alberga una imagen de la Virgen. Por su parte, en la capilla de las Mercedes hay dos retablos sin policromar de madera de nogal: el que preside la capilla, con imágenes de la Virgen de la Merced y San Juan Bautista y grandes columnas salomónicas, data de 1742 y es obra de Juan Granda de Vegas, escultor que vivía en esta villa. El otro retablo de la capilla, de hacia 1760, incluye una de las mejores imágenes de San Pedro de Alcántara existentes en Extremadura y otra de San Antonio de Padua, que posiblemente fueron traídas del convento franciscano de San Antonio en 1842, cuando la desamortización. Por su parte, en el lado del Evangelio hay una gran hornacina barroca con una pintura de la huida a Egipto y una pila benditera gótica de granito, de finales del siglo XV y adornada con bolas.
En el exterior del templo, frente a la puerta lateral hay un crucero del siglo XVII formado en la base por un plinto sobre dos gradas cuadrangulares, en su centro por un fuste cilíndrico estriado y en su parte superior por una cruz sobre capitel de vaso liso. Actualmente preside un espacio público conocido como la "plazuela de las Nieves", llamada así por el nombre que se da a la escultura mariana ubicada sobre la portada lateral del templo. Sin embargo, esta cruz no guarda relación alguna con la plazuela: fue ubicada aquí a principios del siglo XXI, luego de que un camión la derribara de su ubicación original, en una esquina de difícil maniobra de la iglesia.

## Órgano

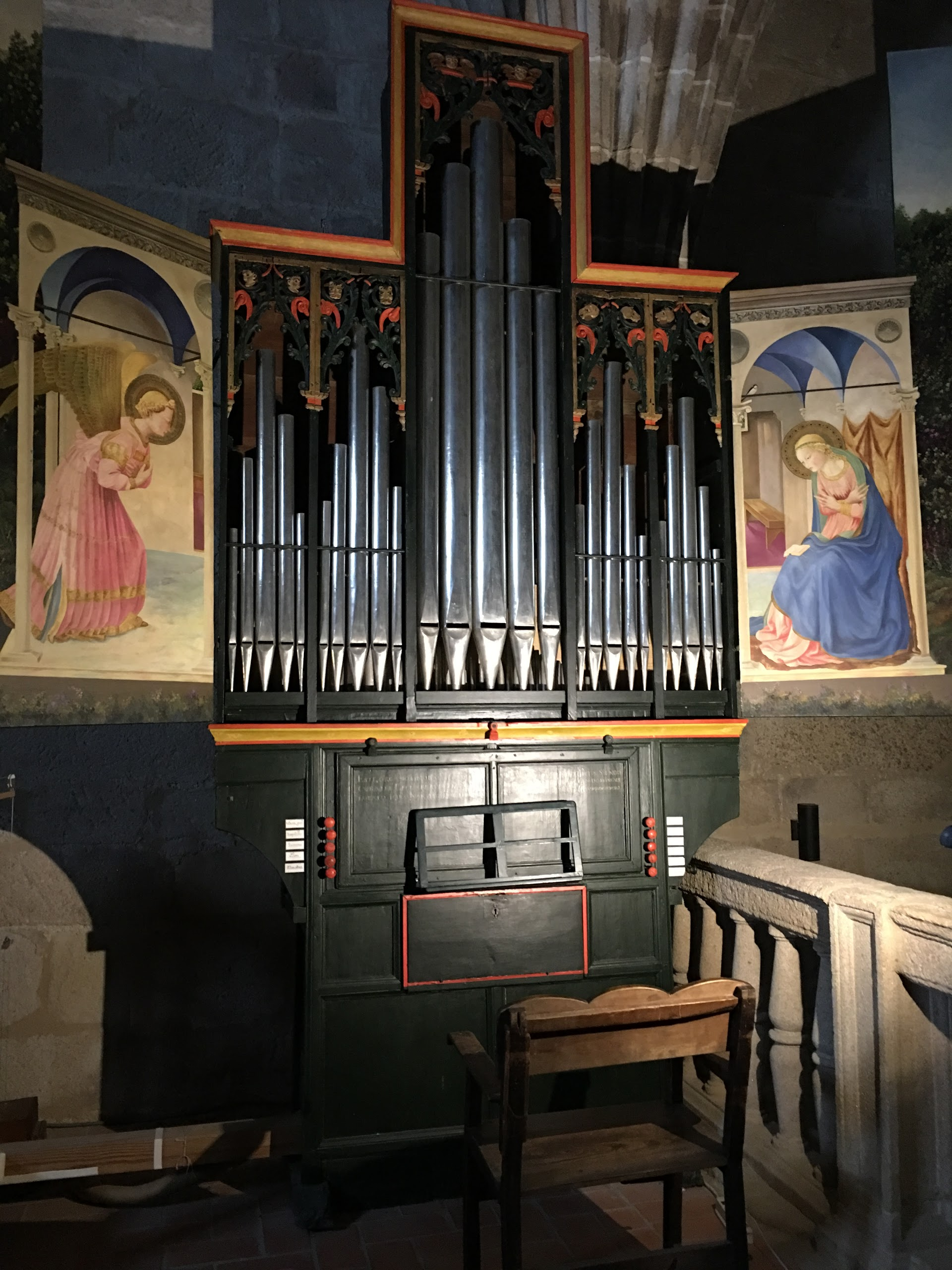
El Órgano de la catedral.

En Santa María se conserva un órgano de incalculable valor, que ya en 1595 fue restaurado por el organero italiano Horacio Fabri. Las características de su técnica constructiva lo sitúan en el esplendor del Renacimiento. Es una pieza instrumental de coro que en sus orígenes se usaba para acompañar la liturgia de las horas. Aunque data del siglo XVI, ha sufrido múltiples reformas. Es un órgano de pequeñas dimensiones que no tiene carácter monumental, sino que su importancia se basa en su antigüedad: se cree que es el órgano más antiguo de la península ibérica, y el tercero más antiguo de toda Europa. En 2020, este órgano fue declarado Bien de Interés Cultural por la Junta de Extremadura.